# Нексус (группировка рестлеров)
«Нексус» (англ. Nexus) и «Новый Нексус» (англ. New Nexus) — группировки рестлеров-хиллов, выступавших в федерации рестлинга WWE на бренде WWE RAW. Группа изначально состояла из восьми человек, выпускников первого сезона WWE NXT и, впоследствии, несколько раз меняла свой состав. Первоначальной целью участников группировки было получение контрактов с WWE для всех участников группы и сохранение контракта Уэйда Барретта, у которого был контракт за победу в первом сезоне NXT. С момента своего появления, группа противопоставила себя всему ростеру WWE, а главной их целью стал Джон Сина, который впоследствии по принуждению стал членом группы по условиям поединка на шоу Hell in a Cell. На шоу Survivor Series Сина не дал Барретту победить в поединке за титул чемпиона WWE и был уволен из компании, но позже был восстановлен в федерации. В начале 2011 года Барретт был исключён из группы Си Эм Панком, который стал новым лидером группировки. Под его руководством группа была переименована в «Новый Нексус».
За историю своего существования, участники группы трижды завоёвывали титулы командных чемпионов WWE, а Си Эм Панк стал чемпионом WWE.

## WWE Raw
Как команда они впервые появились 7 июня 2010 года на очередном выпуске RAW. Они вмешались в матч между Си Эм Панком и Джоном Синой, побили обоих рестлеров и Люка Гэлоуса, бывшего за рингом, сломали комментаторские столы и многое другое.
Матч Баретта против Джона Сины заканчивается поражением последнего, после чего Сина вступает в ряды Нексус.
18 октября 2010 года на RAW Баретт назначает бой Джона Сины и Рэнди Ортона против Хаски Харриса и Майка МакГилликатти с условием, если побеждают последние — они становятся частью группировки. Неделей позже, несмотря на поражение Хаски и Майка, Баретт всё же принимает их в команду. После поражения Барретта на TLC, группировку возглавил Си Эм Панк. 10 января на RAW, Панк провел посвящение в «Новый Нексус». Первым «прошёл» МакГилликати. Его атаковали все члены «Нексус» проведя свои финишеры. Вторым был Хаски Харрис, которого по спине бил каждый член «Нексус» (кроме МакГилликати) ремнём. Третьим был Дэвид Отунга. Его побил и нокаутировал Биг Шоу. Хит Слейтер и Джастин Гэбриел должны были драться бамбуковыми палками, но не смогли даже ударить друг друга, тогда Си Эм Панк предложил им избить его, но и это они не смогли. Они бросили палки на пол и покинули раздевалку. После этого, Си Эм Панк забрался на табло, и сказал, что прыгнет с него, чтоб пройти испытание. Но вместо этого, он рассмеялся, и обозвал всех, кто поверил, что он действительно прыгнет. Объявлено, что в выпуске SmackDown! 21 января 2011, Уэйд Барретт появится в качестве лидера новой группировки «The Corre». Ходят слухи, что «The Corre» будут играть роль фейсов, и противостоять Нексус. 17 января 2011 на RAW в Нексус был принят Майсон Райан благодаря которому, Си Эм Панк победил Джона Сину по дисквалификации. Позже Рэнди Ортон серьёзно травмировал Хаски Хариса, а затем тем же ударом травмировал Майкла МакГилликати.

## Участники
| Состав            | Дата                              | Примечания |
| ----------------- | --------------------------------- | --- |
| Уэйд Барретт      | 7 июня 2010 — 3 января 2011       | Оригинальный лидер Nexus, свергнут CM Панком. Позднее создал группировку Corre на SmackDown |
| Дэниел Брайан     | 7 июня 2010 — 11 июня 2010        | Освобожден из WWE за свои действия на Raw, считалась, что он слишком жестокий для телевизионного рейтинга оценивания в WWE. Позже он вернулся на Summerslam, начав сольную карьеру. 8 февраля 2016 года завершил карьеру активного рестлера                         |
| Даррен Янг        | 7 июня 2010 — 16 августа 2010     | Изгнанный из Nexus после проигранного матча против Джона Сины. В 2012 году вернулся, в составе команды The Prime Time Players вместе с Тайтусом О’Нилом |
| Скипп Шеффилд     | 7 июня 2010 — 18 августа 2010     | Сломал лодыжку и покинул группу в 2010 году. Вернулся в 2012 году как Ryback |
| Майкл Тарвер      | 7 июня 2010 — 4 октября 2010      | Получив травму и был уволен. Позже освобожден от контракта в июне 2011 года |
| Джастин Гэбриел   | 7 июня 2010 — 14 января 2011      | Вышел из группировки и присоединился к Corre на SmackDown. В начале 2015 года попросил об увольнении из компании |
| Хит Слейтер       | 7 июня 2010 — 14 января 2011      | Вышел из группировки и присоединился к Corre на SmackDown |
| Дэвид Отунга      | 7 июня 2010 — 22 августа 2011     | Единственный член группировки, который от начала до конца пребывал в ней |
| Джон Сина         | 3 октября 2010 — 21 ноября 2010   | Принуждено вошел в группу после проигранного матча против Уэйда Барретта на Hell in a Cell, покинул после увольнения на Survivor Series |
| Хаски Харрис      | 25 октября 2010 — 31 января 2011  | Покинул группу после незначительной травмы. В 2012 году дебютировал под именем Брей Уайатт. В ноябре того же года вместе с Люком Харпером и Эриком Роуэном основал команду, известную как Семья Уайатта                                                             |
| Майк Макгиликатти | 25 октября 2010 — 22 августа 2011 | Один из двух оставшихся членов Nexus. Команда распалась после потери Командного чемпионства WWE, что положило конец Nexus. В 2013 году вернулся на Raw под новым именем — Кёртис Аксель                                                                             |
| СМ Панк           | 27 декабря 2010 — 17 июля 2011    | Стал новым лидером Nexus после свержения Уэйда Барретта. Дистанцировался от остальных членов группы в июле 2011 года, окончательно покинул Nexus на Money in the Bank 17 июля. В начале 2014 года покинул компанию, одновременно объявив о завершении своей карьеры |
| Мэйсон Райан      | 17 января 2011 — 17 июля 2011     | Получил травму в конце июня, членство прекратилось с распадом группы. В 2014 был освобожден от контракта |

## Музыкальные темы
- «We Are One» от 12 Stones (7 июня 2010 — 10 января 2011, 24 января 2011, 30 января 2011)
- «This Fire Burns» от Killswitch Engage (17 января 2011 — 11 июля 2011)
- «Death Blow» от VideoHelper Production Library (21 июля 2011); Отунга и Макгилликати)
- «All About the Power» от S-Preme (28 июля 2011 — 22 августа 2011; Отунга и Макгилликати)[1]

## Титулы и награды
- Pro Wrestling Illustrated
  - Вражда года (2010) против WWE[2]
  - Самый ненавистный рестлер года (2010)[3]
  - Новичок года (2010) Дэвид Отунга[4]
- WWE
  - Командные чемпионы WWE (3 раза) — Джон Сина и Дэвид Отунга (1 раз), Хит Слейтер и Джастин Гэбриел (1 раз), Дэвид Отунга и Майкл Макгилликати (1 раз)
  - Чемпион WWE (1 раз) — СМ Панк
  - NXT (Первый сезон)[5] — Уэйд Барретт
  - Slammy Award за самый «главный шок года» (2010) — дебют Нексуса